# Кёнигсмос
Кёнигсмос (нем. Königsmoos) — община в Германии, в земле Бавария. 
Подчиняется административному округу Верхняя Бавария. Входит в состав района Нойбург-Шробенхаузен.  Население составляет 4361 человек (на 31 декабря 2010 года). Занимает площадь 40,97 км².